# Bartolomeo I della Scala
Bartolomeo I della Scala (1270 – Verona, 7 marzo 1304) è stato un condottiero italiano.
Bartolomeo fu signore di Verona tra il 1301 e il 1304. Fu il figlio primogenito di Alberto I della dinastia scaligera e di Verde di Salizzole.
Dante lo appella 'l gran Lombardo (Paradiso - Canto diciassettesimo, vv. 70-71).

## Gli anni anteriori alla presa del potere
A Bartolomeo I, che aveva assunto il capitanato già nel 1290, furono affidate dal padre Alberto due imprese belliche nel 1297 e nel 1299: la prima contro il vescovato di Trento, che minacciava gli amici di famiglia Castelbarco (i quali possedevano un territorio compreso tra Rovereto e Riva del Garda); la seconda contro Mantova, che venne occupata, costringendo Bardellone dei Bonacolsi al ritiro. Le due vittorie consolidarono ulteriormente la fedeltà dei Castelbarco e della città mantovana. Bartolomeo poté quindi fregiarsi del titolo di grande condottiero in due importanti campagne.
Il padre morì a Verona il 3 settembre 1301, e fu lui a 31 anni, come figlio primogenito, a prenderne il posto come signore della città, e sempre a lui fu dato l'affidamento dei due fratelli, Alboino e Cangrande, ancora minorenni.

## Bartomoleo Signore di Verona
Bartolomeo, nonostante avesse dimostrato doti di guerriero, preferì mantenere la pace e governare la città. Infatti il 30 settembre 1301 riuscì a concludere una pace con il vescovo di Trento. Questa pace venne cercata poiché il Signore aveva intuito che si stava creando una nuova minaccia in Lombardia: i ghibellini di Milano avevano trovato un nuovo capo, il quale voleva prendere il posto degli scaligeri come forza ghibellina del nord Italia. Matteo Visconti infatti era già stato nominato vicario imperiale, per cui poteva esserci il pericolo di attacco da nord, che con la pacificazione del confine trentino non poteva però avvenire. Conclusa quindi la pace Bartolomeo provvide immediatamente a cercare una nuova alleanza: questa fu firmata con il Signore di Piacenza il 7 settembre 1302, principale guelfo della Lombardia. Questa alleanza fu importante per velocizzare il tracollo del Visconti, che fu obbligato a lasciare Milano. In questo modo i tentativi di espansione dei Visconti fu temporaneamente fermato.
Il resto del tempo fu passato in pace insieme ai fratelli e ai due figli Franceschino (detto Chichino) e Bailardino (illegittimo). Nel suo ultimo anno di regno accolse Dante Alighieri, esiliato da Firenze dalla fazione nera dei guelfi. Morì giovane anche lui, il 7 marzo 1304: a succedergli non fu il figlio legittimo, ma il fratello secondogenito Alboino, evitando così possibili contrasti in seno alla famiglia.
Il suo sarcofago si trova all'interno delle Arche scaligere a Verona.

## Discendenza
Dalla prima moglie Costanza di Antiochia, figlia di Corrado di Antiochia conte di Celano e Alba, sposata nel 1291, ebbe un solo figlio:
- Francesco (?-1332).

Dalla seconda moglie, di cui ci è giunto solo il nome, Onesta dei conti di Savoia, non ebbe alcuna prole.
Ebbe due figli illegittimi da amanti sconosciute:
- Cecchino (?-1325);
- Bailardino (?-1333).

## Bartolomeo nella letteratura
Dante Alighieri, esiliato da Firenze, venne accolto da Bartolomeo della Scala nel 1304, e tornò a Verona a soggiornare nella corte di Cangrande solo più tardi, dal 1312 al 1318: egli loda quindi la clemenza e la generosità di Bartolomeo e Cangrande nei versi del XVII canto del Paradiso. Nella prima parte del canto Dante scrive del suo lungo peregrinare da una corte all'altra, alla ricerca di un rifugio e del sostentamento, arrivando quindi a parlare dell'accoglienza che riceve nella corte scaligera, un luogo privilegiato rispetto alle altre tappe dell'esilio, passate in silenzio: in particolare loda il soggiorno presso Cangrande, a cui dedica sei delle otto terzine dell'episodio scaligero.
Il personaggio di Cacciaguida parla di Bartolomeo nei primi sei versi:
Il Gran Lombardo è talmente ospitale da essere identificato con la cortesia, la quale gli aprirà le porte della dimora del Lombardo e gli mostrerà un tale riguardo che gli risparmia anche la fatica «del chieder». Oggi gli studiosi sono concordi nel vedere in Bartolomeo il Gran Lombardo dei primi versi, anche se il fatto di portare l'aquila imperiale sullo stemma ha fatto pensare si trattasse di Alboino, dato che solo nel 1311 venne affidato il vicariato imperiale ad Alboino e Cangrande, che poterono quindi fregiarsi dell'aquila nello stemma. Però Albertino Mussato scrive in un testo che già prima del vicariato gli Scaligeri solevano fregiarsi dell'aquila, riabilitando quindi la tesi che Dante si rivolga a Bartolomeo. Comunque, se Dante dà risalto all'ospitalità della prima accoglienza, è solo per via dell'accoglienza ricevuta da parte di Cangrande: l'identità del Gran Lombardo è infatti tenuta vaga nel canto proprio perché, nell'economia dell'episodio, ha solo una funzione "drammaturgica", utilizzata per consentire l'entrata in scena di Cangrande, che, a soli nove anni (nel momento della visione), non sarebbe potuto apparire da solo. La figura di Bartolomeo è stata raccolta dallo scrittore Luigi da Porto per il suo dramma Historia novellamente ritrovata di due nobili amanti, che ispirò il Romeo e Giulietta di Shakespeare, che da quest'opera attingeva fonti e personaggi, come lo stesso signore di Verona che viene indicato con la forma latinizzata di Escalus.